# 24 (число)
24 (два́дцать четы́ре) — натуральное число между 23 и 25.

## Математические свойства
- 24 — чётное двузначное число.
- Сумма цифр этого числа — 6
- Произведение цифр этого числа — 8
- Квадрат числа 24 — 576
- 24 — факториал числа 4 ↓6, ↑120
- 24 является гиперфакториалом[1]
- 1024 называется септиллион, приставки СИ: иотта (И, Y) и иокто (и, y)
- Шестое триморфное число[2].
- Максимальное число, которое делится на все натуральные числа, меньшие чем квадратный корень из него.
- Единственное число, сумма всех делителей которого является квадратом, периметр которого в свою очередь совпадает с самим числом (1 + 2 + 3 + 4 + 6 + 8 + 12 = 36; 6 х 4 = 24)
- Длина десятичной записи факториала числа 24 равна 24[3][4].
- Существует ровно 24 различных двусторонних гептиамонда. Гептиамонд — фигура, состоящая из соединённых сторонами семи правильных треугольников[5][6] ↓12, ↑66 .
- Решётка Лича — 24-мерная.
- Избыточное число
- Злое число
- Число харшад

## Интересные факты
Число 24 является значимым в некоторых религиозных традициях. В Буддизме одна из номенклатур насчитывает 24 Будды.
В джайнизме каждый временной цикл делится на два полуцикла: рост и затухание. В каждом полуцикле рождается 24 тиртханкары. Последним, двадцать четвёртым тиртханкарой нашего полуцикла был учитель Махавира (599—527 год до н. э.), существование которого считается установленным историческим фактом.
В иудаизме в книге Зоар ("Насо", 136 б) говорится о двадцати четырёх судах, которые расположены "в верхней совокупности из духовных миров". Также о двадцати четырёх судах упоминает хасидский Раби Нахман  в своих "Беседах", в главе 175 (Р. Нахман. Беседы. Иерусалим. 1983.)
В христианстве в Библии (Книга Откровение, гл. 4  стих 10 и др.) речь идёт о двадцати четырёх старцах, это мистические существа, находящиеся рядом с Престолом Бога. Некоторые (например, Православная церковь) толкуют их как 24 череды коэнов (священников), некоторые - как двадцать четыре часа  в сутках (Свидетели Иеговы, см. "Пробудись", №6 за 1983).